# Villers-sous-Pareid
 Villers-sous-Pareid  là một xã thuộc the tỉnh Meuse trong vùng Grand Est đông bắc nước Pháp. Xã này nằm ở khu vực có độ cao trung bình 209 mét trên mực nước biển. Dân số theo điều tra năm 1999 của INSEE là 72 người.